# Парпола, Аско
Аско Парпола (фин. Asko Parpola) (р. 1941) — финский индолог, профессор в отставке Хельсинкского университета. Специализируется в изучении письменности долины Инда, которую он, наряду с группой Ю. В. Кнорозова, считает связанной с дравидийскими языками.
Брат Аско Парполы, Симо Парпола — специалист по аккадским клинописным надписям.